# Stará Lesná
Stará Lesná (allemand : Altwalddorf ) est un village de Slovaquie situé dans la région de Prešov.

## Histoire
Première mention écrite du village en 1294.

## Démographie

### Évolution de la population
| Année:               | 1994. | 2004.    | 2014.   | 2024.   |
| -------------------- | ----- | -------- | ------- | ------- |
| Nombre de personnes: | 761   | 938      | 1006    | 985     |
| Différence:          |       | +23,25 % | +7,24 % | -2,08 % |

| Année:               | 2023. | 2024.   |
| -------------------- | ----- | ------- |
| Nombre de personnes: | 986   | 985     |
| Différence:          |       | -0,10 % |